# Fenimorea
Fenimorea é um gênero de gastrópodes pertencente a família Drilliidae.

## Espécies
- Fenimorea abscondita Fallon, 2016
- Fenimorea alba Fallon, 2016
- Fenimorea biminensis Fallon, 2016
- Fenimorea caysalensis Fallon, 2016
- Fenimorea chaaci (Espinosa & Rolán, 1995)
- Fenimorea contracta Fallon, 2016
- Fenimorea crocea Fallon, 2016
- Fenimorea culexensis Nowell-Usticke, 1969[2]
- Fenimorea elongata Fallon, 2016
- Fenimorea fabae Fallon, 2016
- Fenimorea fucata (Reeve, 1845)[3]
- Fenimorea glennduffyi Fallon, 2016
- Fenimorea janetae Bartsch, 1934[4]
- Fenimorea jongreenlawi Fallon, 2016
- Fenimorea kathyae Tippett, 1995[5]
- Fenimorea mackintoshi Fallon, 2016
- Fenimorea marmarina (Watson, 1881)
- Fenimorea moseri (Dall, 1889)
- Fenimorea nivalis Fallon, 2016
- Fenimorea pagodula (Dall, 1889)[6]
- Fenimorea petiti Tippett, 1995[7]
- Fenimorea phasma (Schwengel, 1940)
- Fenimorea sunderlandi (Petuch, 1987)[8]
- Fenimorea tartaneata Fallon, 2016
- Fenimorea tessellata Fallon, 2016
- Fenimorea tippetti Fallon, 2016

Espécies trazidas para a sinonímia
- Fenimorea brunnescens Rehder, 1943: sinônimo de Bellaspira brunnescens (Rehder, 1943)
- Fenimorea halidorema Schwengel, 1940:[9] sinônimo de Decoradrillia pulchella (Reeve, 1845)
- Fenimorea pentapleura J.S. Schwengel, 1940: sinônimo de Bellaspira pentagonalis (W.H. Dall, 1889)
- Fenimorea pulchra G.W. Nowell-Usticke, 1959 : sinônimo de Fenimorea fucata (Reeve, 1845)
- Fenimorea ustickei (Nowell-Usticke, 1959):[10] sinônimo de Neodrillia cydia Bartsch, 1943

Nomen dubium
- Fenimorea paria (Reeve, 1846)